# Taygete (mythologie)
Taygate is in de Griekse mythologie een van de Pleiaden, de zeven dochters van Atlas en Pleione. Haar zusters waren Elektra, Merope, Alkyone, Celaeno, Sterope en Maia.  Ze werden ter wereld gebracht op berg Cyllene, waren metgezel van de godin  Artemis en zorgden voor de pasgeboorde god Dionysos. Samen met Zeus kreeg ze het kind  Lacedaemon koning van Sparta.